# Joseph Niederist
Josef Niederist (auch: Niederrist) (* 9. Oktober 1807 in Saalfelden; † 2. Dezember 1865 in Bleiberg) war ein österreichischer Bergverwalter und Politiker.

## Leben
Niederist war der Sohn des Weißgerbers Joachim Niederist und dessen Ehefrau Emerentia geb. Braitschuh. Er war römisch-katholisch und heiratete Wilhelmine Kraschovitz (* 28. April 1825; † 14. September 1886). Aus der Ehe gingen drei Söhne hervor, von denen einer jung starb.
Niederist besuchte die Volksschule und das Gymnasium. Von 1832 bis 1836 hatte er ein bergmännisches Stipendium an der Bergakademie Schemnitz. Im Jahr 1830 wurde er Diurnist beim k.k. Bergamt Mühlbach am Hochkönig (Salzburg), 1831 Bergarbeiter und Vorsteher-Gehilfe beim k.k. Bergbau in Raibl und im November 1836 Bergpraktikant in Böckstein (Salzburg). Von Dezember 1837 bis Ende 1838 arbeitete er als Werksleiter des Rauriser Goldbergbaues, von 1839 bis 1840 als Schichtmeister in Grossarl (Salzburg) und 1841 bei der geognostische Untersuchung Oberkärntens. 1842/43 war er supplierender Professor für Mineralogie und Geognosie an der Schemnitzer Bergakademie und 1843 Bergverwalter und Kassier im Bergamt zu Raibl. ab 1857 war er letzter kaiserlicher Bergverwalter in Bleiberg und Raibl. Im Jahr 1862 wurde er mit dem Titel eines k.k. Bergrates ausgezeichnet.
In einer Nachwahl am 6. April 1861 wurde er in der ersten Wahlperiode in den Kärntner Landtag gewählt. Niederist trat am 4. April 1862 zurück. Als Nachfolger wurde Arthur Breycha am 30. Mai 1862 gewählt und am 3. Januar 1863 angelobt. 

## Werke
- Grundzüge der Bergbaukunde, Prag 1863, Digitalisat